# Batomys dentatus
Batomys dentatus is een knaagdier uit het geslacht Batomys dat voorkomt op Luzon, het grootste eiland van de Filipijnen. Het enige bekende exemplaar is in 1907 door Mearns gevangen in Haights-in-the-Oaks, bij Atok in de provincie Benguet (16°35'N, 120°40'O). De soort komt waarschijnlijk voor in bergregenwoud.
Deze soort heeft een lange, tweekleurige staart (het twee derde deel dat het dichtste bij het lichaam zit is bruin, de rest wit). De kiezen zijn extreem groot, zowel absoluut als relatief. B. dentatus is iets groter dan B. granti en B. salomonseni en een stuk groter dan B. russatus. De rug is bedekt met een dikke, zachte donkerbruine vacht die bestaat uit een wollige ondervacht, lange overharen en korte "guard hairs". De buik is bruin. De buikvacht lijkt op de rugvacht, maar de haren zijn minder lang. De oren zijn donker en dicht bedekt met haren. Om het oog zit een ring.